# Alla Ivanyivna Lisafaj
Alla Ivanyivna Lisafaj, ukránul: Алла Іванівна Лишафай (Csernyigov, 1983. december 24. –) ukrán válogatott labdarúgó, csatár. Jelenleg az orosz Zorkij Kraszogorszk labdarúgója.

## Pályafutása

### Klubcsapatban
A Lehenda Csernyihiv csapatában kezdte a labdarúgást. 2004–05-ben az azeri Gömrükçü Baku együttesében szerepelt, majd visszatért a Lehendához. 2006 és 2009 között az orosz Zvezda-2005 játékosa volt. 2010-ben egy idényre ismét visszatért anyaegyesületéhez. 2011 óta a Zorkij Kraszogorszk játékosa.

### A válogatottban
2002 óta szerepel az ukrán válogatottban. Tagja volt a 2009-es Európa-bajnokságon részt vett csapatnak.

## Sikerei, díjai
- Ukrán bajnokság
  - bajnok: 2000, 2001, 2002, 2005, 2010
- Ukrán kupa
  - győztes: 2001, 2002, 2005
- Orosz bajnokság
  - bajnok: 2007, 2008, 2009
- Orosz kupa
  - győztes: 2007